# Gioachino Greco
Pour les articles homonymes, voir Greco.
Gioachino Greco (vers 1600 à Celico en Calabre - 1634 aux Antilles), dit Le Calabrais, était un joueur d'échecs italien, considéré comme un des meilleurs joueurs d'échecs du XVIIe siècle. Il est l'un des premiers à prendre en notes des parties entières.

## Biographie
Né vers 1600 en Calabre, dans le sud de l'Italie, Greco a vécu au terme de l'âge d'or des échecs italiens. La région dont il est originaire a vu naître d'autres grands joueurs d'échecs, tels Leonardo di Bono et Michele di Mauro. Ses écrits révèlent un manque d'instruction qui laisse à penser qu'il était probablement issu d'une famille pauvre. 
Il fait parler de lui à Rome dès 1619, après avoir gagné contre plusieurs grands joueurs. Cette même année, il écrit son premier essai sur les échecs : Le traité du noble jeu d'échecs (en italien : Trattato del nobilissimo gioco de scacchi), qui contient des extraits commentés de ses parties, qu'il est l'un des premiers joueurs à conserver sous forme de notes. Il distribue des copies des notes de ses parties à ses clients fortunés, dont Monsignor Corsino della casa Minutoli Tegrini, le Cardinal Savelli et Monsignor Francisco Buoncompagni.
Après 1621, Greco quitte l'Italie pour tester son habileté et promouvoir son traité dans le reste de l'Europe. À Nancy, il dédicace une copie de son livre au duc de Lorraine. À Paris, il gagne 5 000 scudi, une fortune, grâce à son style de jeu remarquable pour l'époque. Il perd toutefois tout son argent lors d'un voyage à Londres à la suite d'une agression. À Londres, Greco conçoit l'idée d'enregistrer des parties entières, et non seulement des extraits comme cela se faisait à l'époque. Il prend alors des notes qu'il inclut dans une version améliorée de son traité à son retour à Paris en 1624. Il voyage ensuite en Espagne et il joue à la cour de Philippe IV, où il gagne contre son propre mentor, don Mariano Morano.
Il quitte ensuite Madrid pour l'Italie, puis les Antilles où il meurt en 1634, léguant sa fortune aux jésuites.
Son traité d'échecs est par la suite traduit dans de nombreuses langues et imprimé dans de nombreuses éditions, et son influence en Europe s'est étendue sur plusieurs siècles.
Les études de Greco innovent par l'accent porté sur la nature combinatoire du jeu, qu'il avait saisie intuitivement. Il s'est particulièrement intéressé à la façon de déplacer les pièces, ainsi qu'aux possibilités tactiques. Il a trouvé des combinaisons remarquables et des astuces surprenantes, publiées dans ses parties. Aujourd'hui comptées parmi les techniques de base des joueurs de tournoi, elles étaient alors novatrices. Une combinaison trouvée par Greco contre les roques, contenue dans son recueil de parties de 1619, est entrée dans l'histoire des échecs sous le nom de mat de Greco.
Il existe aujourd'hui un débat sur l'authenticité des parties qui constituent son traité d'échecs. Savoir si Greco a inventé des parties ou s'il a pris des notes de parties qu'il a jouées n'a pas d'importance puisqu'il aurait été parfaitement en mesure de les jouer.

## Parties
Se trouvent parmi ses parties les premiers mats à l'étouffée :
NN contre Greco 1620
1.e4 e5 2.Cf3 Cc6 3.Fc4 Fc5 4.0-0 Cf6 5.Te1 0-0 6.c3 De7 7.d4 exd4 8.e5 Cg4 9.cxd4 Cxd4 10.Cxd4 Dh4 11.Cf3 Dxf2+ 12.Rh1 Dg1+ 13.Cxg1 Cf2# 0-1
et ce sacrifice de dame :
Greco contre NN 1619
1.e4 b6 2.d4 Fb7 3.Fd3 f5 4.exf5 Fxg2 5.Dh5+ g6 6.fxg6 Cf6 7.gxh7+ Cxh5 8.Fg6#  1-0
À noter également cette partie :
Greco contre NN 
1. e4 e5 2. Cf3 Df6 3. Fc4 Dg6 4. 0-0 Dxe4 5. Fxf7+ Re7 6. Te1 Df4 7. Txe5+ Rxf7 8. d4 Df6 9. Cg5+ Rg6 10.Dd3+ Rh5 11. g4+ et le Mat est imparable au 12e coup.

## Parties de moins de 10 coups
Gioachino Greco contre SANS NOM (1620), inconnu 
Gambit du roi accepté : Gambit du fou
1.e4 e5 2.f4 exf4 3.Fc4 Ce7 4.Df3 Cg6 5.d4 Dh4+ 6.g3 fxg3 7.Fxf7+ Rd8 8.hxg3 Df6 9.Dxf6+ gxf6 10.Fxg6 1-0
Gioachino Greco contre SANS NOM (1620), inconnu 
Gambit du roi : Contre-gambit Falkbeer accepté
1.e4 e5 2.f4 d5 3.exd5 Dxd5 4.Cc3 De6 5.Cf3 exf4+ 6.Rf2 Fc5+ 7.d4 Fd6 8.Fb5+ Rf8 9.Te1 Df5 10.Te8# 1-0
Gioachino Greco contre SANS NOM (1620), inconnu
Partie italienne : Variante classique, l’attaque du centre
1.e4 e5 2.Cf3 Cc6 3.Fc4 Fc5 4.c3 Cf6 5.d4 Fb6 6.dxe5 Cxe4 7.Dd5 1-0
Gioachino Greco contre SANS NOM (1620), inconnu
Partie italienne, variante classique
1.e4 e5 2.Cf3 Cc6 3.Fc4 Fc5 4.c3 Cf6 5.Cg5 0-0 6.d3 h6 7.h4 hxg5 8.hxg5 Ch7 9.Dh5 1-0
Gioachino Greco contre SANS NOM (1620), inconnu 
Défense Philidor
1.e4 e5 2.Cf3 d6 3.h3 Cf6 4.c3 Cxe4 5.Da4+ c6 6.Dxe4 1-0
Gioachino Greco contre SANS NOM (1620), inconnu
Ouverture du pion roi: Défense Greco
1.e4 e5 2.Cf3 Df6 3.Fc4 Dg6 4.0-0 Dxe4 5.Fxf7+ Rxf7 6.Cg5+ Re8 7.Cxe4 1-0
Gioachino Greco contre SANS NOM (1620), inconnu 
Ouverture du pion roi
1.e4 e5 2.Cf3 Df6 3.Fc4 Dg6 4.0-0 Dxe4 5.Fxf7+ Re7 6.Te1 Df4 7.Txe5+ Rd8 8.Te8# 1-0
Gioachino Greco contre SANS NOM (1620), inconnu
Ouverture Bird
1.f4 e5 2.fxe5 Dh4+ 3.g3 De4 4.Cf3 Cc6 5.Cc3 Df5 6.e4 De6 7.d4 De7 8.Fg5 Db4 9.a3 Dxb2 10.Ca4 1-0
Gioachino Greco contre SANS NOM (1620), inconnu
Gambit dame accepté
1.d4 d5 2.c4 dxc4 3.e3 b5 4.a4 c6 5.axb5 cxb5 6.Df3 1-0
Gioachino Greco contre SANS NOM (1620), Europe
Défense Owen
1.e4 b6 2.d4 Fb7 3.Fd3 Cc6 4.Fe3 g6 5.f4 Fg7 6.Cf3 Cf6 7.c4 0-0 8.Cc3 (Le reste de cette partie est perdu.) 
Gioachino Greco contre SANS NOM (1620), inconnu 
Gambit du roi accepté : Défense Becker
1.e4 e5 2.f4 exf4 3.Cf3 h6 4.Fc4 g5 5.h4 f6 6.Cxg5 fxg5 7.Dh5+ Re7 8.Df7+ Rd6 9.Dd5+ Re7 10.De5# 1-0
Gioachino Greco contre SANS NOM (1620), inconnu 
Gambit du roi accepté : Gambit du fou, Variante Greco
1.e4 e5 2.f4 exf4 3.Fc4 Dh4+ 4.Rf1 Fc5 5.d4 Fb6 6.Cf3 Dg4 7.Fxf7+ Rxf7 8.Ce5+ Rf8 9.Cxg4 1-0
Gioachino Greco contre SANS NOM (1619), Rome, Italie
Défense Owen : Gambit Matovinsky
1.e4 b6 2.d4 Fb7 3.Fd3 f5 4.exf5 Fxg2 5.Dh5+ g6 6.fxg6 Cf6 7.gxh7+ Cxh5 8.Fg6# 1-0